# Baarle-Hertog
Baarle-Hertog er en flamsk kommune i Belgien, hvoraf en stor del består af en række små belgiske enklaver omgivet af Holland. Dele af Baarle-Hertog er omgivet af den hollandske provins Noord-Brabant, men det er en del af den belgiske provins Antwerpen. Fra 2021 har det en befolkning på 2.935.
51°26′18″N 4°55′54″Ø / 51.4383°N 4.9317°Ø